# Neurigona flava
Neurigona flava är en tvåvingeart som beskrevs av Van Duzee 1913. Neurigona flava ingår i släktet Neurigona och familjen styltflugor.
Artens utbredningsområde är Idaho. Inga underarter finns listade i Catalogue of Life.